# Zincolibethenita
La zincolibethenita és un mineral de la classe dels fosfats, que pertany al grup de l'olivenita. Rep el seu nom pel seu contingut en zinc i per la seva relació amb la libethenita.

## Característiques
La zincolibethenita és un fosfat de fórmula química CuZn(PO₄)(OH). Va ser aprovada com a espècie vàlida per l'Associació Mineralògica Internacional l'any 2003. Cristal·litza en el sistema ortoròmbic. Es tracta d'un membre estructuralment diferent i intermedi de la sèrie de solució sòlida que es forma entre la libethenita i el compost sintètic ortoròmbic Zn₂(PO₄)(OH) amb una relació Zn:Cu (ideal) 1:1, a on els àtoms de Zn i Cu estan ordenats en dos llocs diferents en l'estructura cristal·lina.
Segons la classificació de Nickel-Strunz, la zincolibethenita pertany a «08.BA: Fosfats, etc. amb anions addicionals, sense H₂O, només amb cations de mida mitjana, (OH, etc.):RO₄ sobre 1:1» juntament amb els següents minerals: ambligonita, montebrasita, tavorita, triplita, zwieselita, sarkinita, triploidita, wagnerita, wolfeïta, stanĕkita, joosteïta, hidroxilwagnerita, arsenowagnerita, holtedahlita, satterlyita, althausita, adamita, eveïta, libethenita, olivenita, zincolivenita, auriacusita, paradamita, tarbuttita, barbosalita, hentschelita, latzulita, scorzalita, wilhelmkleinita, trol·leïta, namibita, fosfoel·lenbergerita, urusovita, theoparacelsita, turanita, stoiberita, fingerita, averievita, lipscombita, richel·lita i zinclipscombita.

## Formació i jaciments
Va ser descoberta a la mina Kabwe, al districte homònim de la Província Central, a Zàmbia. També ha estat descrita a Namíbia, Estats Units, Xile, Austràlia, Espanya, França i Itàlia.